# Olivella semistriata
Olivella semistriata är en snäckart som först beskrevs av Gray 1839.  Olivella semistriata ingår i släktet Olivella och familjen Olividae. Inga underarter finns listade i Catalogue of Life.